# Csókakő
Csókakő község Fejér vármegyében, a Móri járásban.

## Fekvése

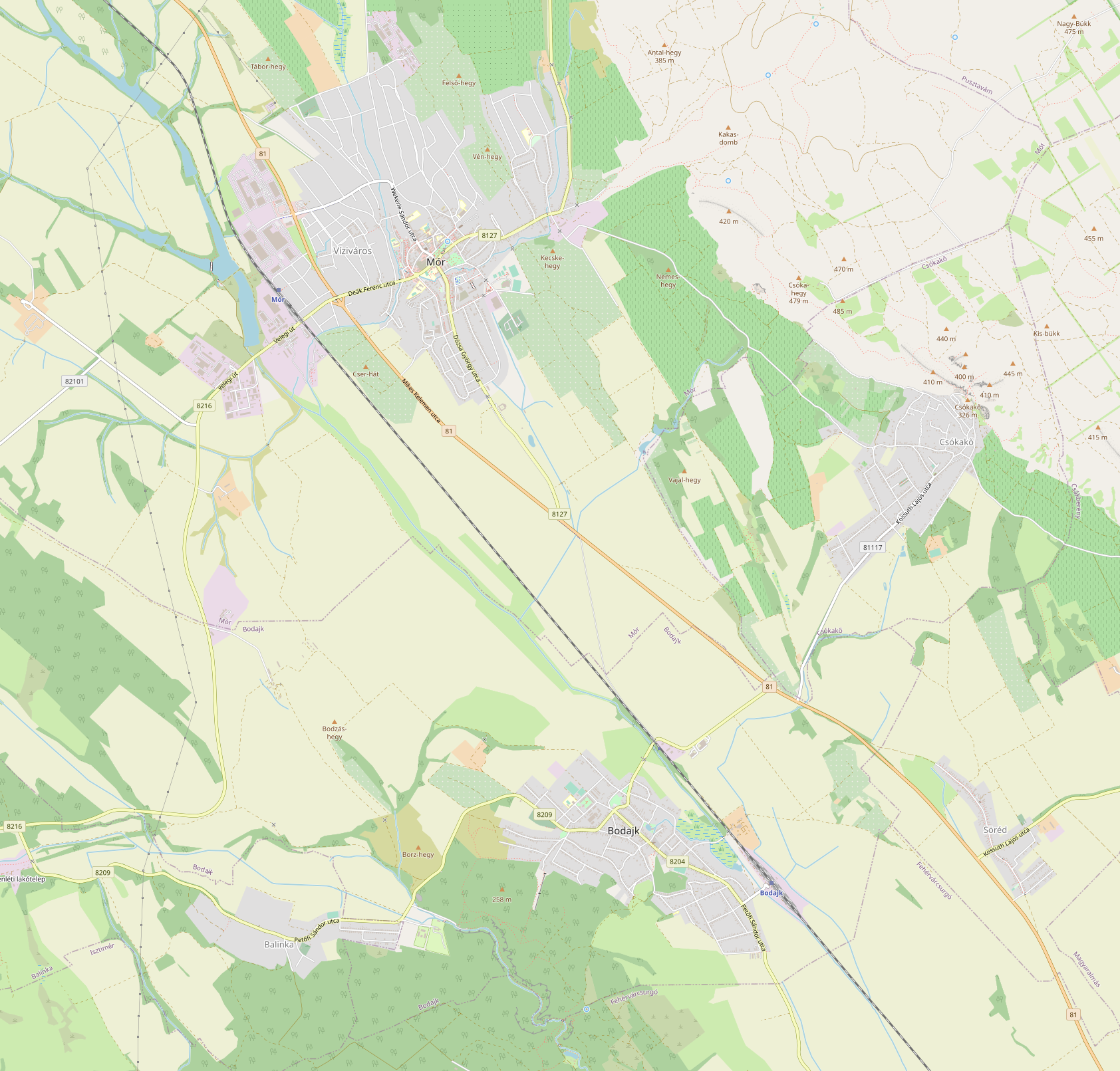
A község Mór környéke térképén

A Móri-árok Vértes felőli oldalán helyezkedik el, a móri borvidékhez tartozik. Mórtól körülbelül 10, Székesfehérvártól 23 kilométerre fekszik. Zsáktelepülés, kizárólag a 2,6 kilométer hosszú, 81 117-es számú bekötőúton érhető el, amely a 81-es főútból ágazik ki, kevéssel annak 20+600-as kilométerszelvénye előtt.
Vasútvonal közvetlenül nem érinti; a település közelében húzódó Székesfehérvár–Komárom-vasútvonalnak van ugyan Csókakő megállóhelye (mintegy 4 kilométerre a településtől), de az már a szomszédos Bodajk közigazgatási területén található.

## Nevének eredete
A falu neve eredetileg kizárólag a várra vonatkozott. A település neve valójában Váralja volt. Említése 1461 után már nem szerepel az okmányokban, amiből arra lehet következtetni, hogy a település a török idők elején megsemmisült. A vár hadászati jelentősége a törökök kiűzése után megszűnt, és a Csókakő elnevezés a lassan újra népesedett településre tevődött át. A legvalószínűbb azonban, hogy a vár és később a település a csóka madárról kapta a nevét.

## Története
A község melletti 479 méter magas sziklára a XII. században épült fel Csókakő vára.
A vár és a falu honfoglalás- és Árpád-kori elődjére van néhány adatunk. A Bödönkúton falura vagy tanyák létezésére utaló cserepeket találtak. Rómer Flóris még látta annak a templomnak a romjait, amely a Puszta-Csókával azonos falu lehetett. Látóhegy és Pusztacsóka találkozásánál egy domb található, ahol emberi csontokat és koponyákat találtak. Ez a terület lehetett a vár és a falu X-XIII. századi elődje.
A X-XIII. században a térség Székesfehérvár után a második legjelentősebb hatalmi-igazgatási központja volt, ezt elsősorban stratégiai adottságának köszönhette. A mai 81-es út korabeli elődje még a várhoz közelebb szelte át a térséget. Vele azonosíthatjuk Magyarország egyik legfontosabb nemzetközi nagyútját, amely azonos a tihanyi alapítólevélben emlegetett „hadiúttal”. A XIII. századi várláncolat fontos egysége volt Gesztes, Vitányvár, Oroszlánkő mellett.
III. András idején a Csák nemzetség trencséni ágának egyik vonala, az ágalapító I. Máté legidősebb fiának, Márk leszármazottainak birtokába került.
Károly Róbert 1326-ban felismerte Csókakő kulcsszerepét, és megszerezte azt a Csákoktól.
1430-ban a várat a Rozgonyiak kapták meg, először csak élethossziglani használatra, 1453-ban V. László már örökjogon adományozta nekik. 1490-től Csókakő ismét királyi vár. II. Ulászló előbb Corvin Jánosnak adományozta, majd Egervári Lászlónak zálogosította el. 1515-ben Kanizsai László szerezte meg a várat, 1534-ben Nádasdy Tamás kezére került.
1543-1687-ig Csókakő török végvár lett, a török hódoltság ideje alatt csak hetekre, hónapokra sikerült magyar kézre visszajuttatni. A török hódítók hamar felismerték a vár stratégiai jelentőségét, de katonai szerepét nem kapta vissza. A Győr és Komárom felől érkező főutat ellenőrző másod-, ill. harmadrendű elővárként funkcionált. Lerombolódása is ezzel magyarázható.
1566-ban gróf Niclas Salm Gesztesen, Vitányban és Csókakőn is sikeresen vette fel a harcot a török ellen. A diadal után Salm visszavonult, de magyar helyőrséget hagyott Csókakőn. Néhány hónap múlva azonban a vár ismét török kézen volt.
A török korból ismert adóösszeírások legelőször 1582-ben tesznek említést Csókakőről. Akkoriban azonban a hajdan virágzó település helyzete tragikus volt: üres és lakatlan. A szőlészet a török korban visszaszorult, erről a török korabeli defter az alábbi szavakkal ír, amely az akkoriban lepusztult területre vonatkozott:
„…a nevezett város közelében lévő és egykor virágzó, de most pusztuló szőlők…”
1601-ben a bécsi hadvezetés hat zászlóaljnyi emberével és két ágyújával vette vissza a várat a mindössze 20 főnyi török helyőrségtől.
1601. október 9. és 15. között zajlott le a híres ütközetsorozat, amelyet Mátyás főherceg nyert meg. A 13 ezer fős császári sereggel szemben a török háromszoros túlerőt képviselt, de a hideg, őszi klímát nehezen tűrte. Ennek a számlájára is írható a török túlerő széthullása. Seregünkben olyan neves személyiségek is helyt kaptak, mint Forgách Zsigmond, Thurzó György, valamint a magyar végvári világ új nemzedékének reménységei: ifjabb Batthyány Kristóf és Osztovics Mátyás. Itt szolgált fiatal hadnagyként Johann t’Serclaes Tilly gróf, a 30 éves háború majdani legendás hadvezére. Említést érdemel Brindisi Szent Lőrinc, aki gyalog járta be Európát, prédikált és minden erejével küzdött a török hatalom ellen. Mátyás főherceg csapatában harcolt a török ellen. Istvánffy így ír róla:
„…A fölfeszített Krisztus keresztjével a kezében emelt hangon harcra buzdította a keresztény csapatokat, s mit sem törődött a körülötte röpködő golyókkal.”
Emlékét a móri kapucinus templomban elhelyezett arckép, és Rovátkai Lajos által készített mennyezetfreskó örökíti meg.
1602-ben azonban Csókakő vára ismételten török kézre került. A végső felszabadulásra még 85 évet kellett várni.
1619-ben a csókakői váruradalom falvait első ízben vették fel Komárom vármegye összeírt birtokai közé, ezt követte 1622-ben a vármegyei közigazgatás részleges és némileg jelképes visszaállítása.
1664-ben Evlija Cselebi török világutazó örökítette meg Csókakő fontos szerepét és felkészültségét is:
„…Székesfehérvár alá tartozó közigazgatási alközpont és helyettes bíróság: parancsnoka és elég katonája van.”
„…kicsiny, erős építésű váracska, de én nem mentem be.”
„…Egyetlen kapuja keletre néz, hadi szertára, mindenféle készlete bőven van.”
Az 1683-as, sikertelen bécsi ostrom alapjában véve rendítette meg a török hódoltságot Magyarországon. Buda 1686. szeptember 2-án elesett, közeledett a vég. 1687. október 16-án Csókakő 143 éves török uralom alól szabadult fel. 1690-ben Csókakő megszűnt erődítés lenni, 1695-ig még néhány török hadifogoly várbörtöneként használták, egyetlen zsoldos katona őrizte őket. Az utolsó török rab távoztával Csókakő várkorszaka végleg lezárult.
1691. november 8-án Hochburg János tanácsos vásárolta meg a csókakői uradalmat művelt és nem művelt területeivel, legelőkkel, erdőkkel, hegyeivel és völgyeivel, folyókkal, halastavakkal, malmokkal, vámszedési és bormérési joggal. A Hochburg urasággal sok gondja volt a lassan benépesülő településnek. 1692-ben, 1694-ben és 1696-ban is voltak említések a parasztság sanyarú sorsára.
A 18-19. században közös közigazgatási egységet alkotott Denna, Középgyóta, Kerekszenttamás, Ótelek, Várallya, Vóta, Zsipfalva puszta, Szentimre és Szerászló településekkel.
A szőlők komoly értéket jelentettek Csókakő számára. Az első telepeseket Lamberg grófja hozta be 1752 előtt. Ők is a szőlőkből éltek meg.
1752-ben a csókakői zsellérség egy része Hochburg Domonkos lánya, másik részük pedig a Lambergek birtokába került. A földeket szőlővel telepítették be, a bort piacra is elvitték.
A községgé szerveződés fontos állomása a katolikus templom építése volt. 1783-ban már működött a katolikus egyházi iskola. Rektora Kiss István, akinek 6 fiú és 5 lány tanítványa volt. Az oktatás magyar nyelvű, írás, olvasás, számvetés és vallástudomány tartoztak az oktatott tárgyak közé.
1784 előtt nemesek letelepedéséről nincs adatunk. 11 nemest írtak össze akkoriban. Ők feltehetőleg szintén szőlőtermelésből éltek. Fényes Elek szerint „itt terem az egész megyében talán a legjobb bor”.
1784-87 között a település lélekszáma 287 fő. A faluban összesen 68 család élt. A zsellérek száma 64 fő, a házak száma 52.
A falu lakossága nagyon lassan szaporodott: 1870-ben 676 fő, 1880-ban 708 fő, 1890-ben 741 fő, 1900-ban 731 fő, 1941-ben 808 fő. A lakosságszám lassú növekedése és gyakran tapasztalható visszaesése a filoxéra pusztításával hozható összefüggésbe. Ebből is jól látható, hogy a szőlők a lakosság megélhetésének forrását jelentették. Említést érdemelnek a gyümölcsfák is: szilva, dió, mandula, gesztenye, alma, körte, cseresznye, meggy, őszibarack, kajszibarack termett a vidéken.
Az 1860-as évek elején megnyílt a község határához közel elhaladó Székesfehérvár–Komárom-vasútvonal, amelynek később lett egy Csókakő nevű megállója. 1913-ban megalakul az első egyesület, a Csókakői Hitelszövetkezet.
1918-ban, az őszirózsás forradalom idején megalakult direktóriumnak 3 csókakői tagja volt: Fűrész Mihály, Flédervics István és Csóka Imre.
A megélhetés fő forrása még ekkor is a mezőgazdaság, az iparból élő lakosság aránya 1930-ban is még mindössze 13% volt.
1935-ben a vár közelében lévő úgynevezett vörös ház egy szobája menedékházként funkcionált, amelyet az adományozó gróf Merán Fülöpről neveztek el. A házat 1945-ig rendszeresen használták. A második világháború harcaiban találatot kapott, kiégett majd lebontották.
1944-ben, a zsidók deportálásakor Csókakő is az átvonulási pontok közé tartozott. Csókakőről is elhurcoltak egy zsidó házaspárt, Grünfeld Jenőt és feleségét. A deportáltak – férfiak, nők, gyermekek – egy helyi félkész házban pihentek meg, a helyi lakosság megszánta őket, többen élelmet vittek nekik.
A második világháború idején Csókakő többször cserélt gazdát, német, illetve szovjet csapatok nyomultak előre. Az első találat 1944. december 24-én érte a falut. A templomtól felfelé orosz, lefelé német erők foglaltak helyet. Többek között Fűrész Aladárt, Végh Kálmánt, Wéninger Gyulát, Végh Donátot, Végh Istvánt, Csányi Józsefet, Bognár Gézát, Cseszneki Lászlót a németek elüldözték a faluból, Mórra hajtották, majd onnan bevagonírozva Németországba hurcolták őket. A helyieknek menekülniük kellett. Csákberénybe, Csákvárra, majd Tabajdra mentek. 1944. december 29. után a harcok súlypontja Mór környékén volt. Szilveszter éjszakáján a magyar katonák az 1863-ban felépült római katolikus templomot Bodajk felől foszforral lőtték be. A templom teljesen leégett, harangjai összetörtek. Az újjáépítés a csókakői lakosok adományaiból és társadalmi munkával valósulhatott meg.
A második világháború utolsó csókakői áldozata Fűrész Károly volt, aki 1945. március 16-án esett el; egy szovjet katona oltotta ki életét.
Az új élet a világháború után nehezen indult meg. 1944. november 1-jén 842 volt a település lélekszáma, ez azonban 1945. április 25-re 703 főre apadt; a front átvonulása alatt 72 ház vált lakhatatlanná.
1950. január 15-én a székesfehérvári megyés püspök szentelte fel az újjáépült templomot. 1959-ben Lezsák Rafael munkája révén elkészült a három harang is.
1956-os forradalom idején Budapestről kamionok érkeztek, hogy a felkelőknek élelmet gyűjtsenek. Mindenki készséges volt, az emberek szívükön viselték a forradalom ügyét. A faluból Remete Ferenc, Lőrincz Ottó, Suralik Lajos kísérte a kocsit, Pesten segédkeztek az adományok szétosztásában. 1960-ban indult meg a turizmus fejlődése, 1961-63 között végzett ásatási munkálatok révén egy időre sikerült megállítani a várrom pusztulását.
2002-ben a település összterületének nagysága 10,72 km², lakossága 1072 fő, 454 háztartás volt található a faluban. Óvodája 30 személyes, általános iskolájába 104 fő jár.

## Közélete

### Polgármesterei
- 1990–1994: Sörédi Pál (KDNP)[7]
- 1994–1998: Karger László (független)[8]
- 1998–2002: Végh Konrád (független)[9]
- 2002–2006: Végh Konrád (független)[10]
- 2006–2010: Végh Konrád (PFM)[11]
- 2010–2014: Fűrész György (Fidesz-KDNP)[12]
- 2014–2019: Fűrész György (Fidesz-KDNP)[13]
- 2019–2024: Fűrész György (Fidesz-KDNP)[14]
- 2024– : Lévai Ildikó (független)[1]

## Népesség
A település népességének változása:
| Lakosok száma | 1338 | 1319 | 1356 | 1516 | 1578 | 1558 | 1596 |
|               | 2013 | 2014 | 2015 | 2021 | 2022 | 2023 | 2024 |

A 2011-es népszámlálás során a lakosok 87,6%-a magyarnak, 3% németnek, 0,2% románnak, 0,2% szerbnek mondta magát (12,4% nem nyilatkozott; a kettős identitások miatt a végösszeg nagyobb lehet 100%-nál). A vallási megoszlás a következő volt: római katolikus 51,2%, református 4,7%, evangélikus 1,3%, izraelita 0,2%, görögkatolikus 0,1%, felekezeten kívüli 16,2% (25,4% nem nyilatkozott).
2022-ben a lakosság 90,4%-a vallotta magát magyarnak, 3,5% németnek, 0,3% románnak, 0,1-0,1% lengyelnek, görögnek, örménynek, ruszinnak és cigánynak, 3,5% egyéb, nem hazai nemzetiségűnek (9,3% nem nyilatkozott; a kettős identitások miatt a végösszeg nagyobb lehet 100%-nál). Vallásuk szerint 39,7% volt római katolikus, 5,6% református, 1,2% evangélikus, 0,1% görög katolikus, 1,2% egyéb keresztény, 1% egyéb katolikus, 15,9% felekezeten kívüli (35,1% nem válaszolt).

## Nevezetességei
- Csókakő vára

Történetét Mikszáth Kálmán írta meg regényes formában a Magyarország lovagvárai című könyvében.
- 1992-ben a csókakői katolikus templom kertjében avatták fel az 1941–45 közötti időszak katonai és polgári áldozatainak hősi emlékművét.
- Horthy Miklós mellszobra a Nagy-Magyarország téren
- Csókakői kemencés ház
- Bolgár ivókút, amit 2022 májusában avattak fel.[17]
- A településen áthalad az Országos Kéktúra.

## Képgaléria

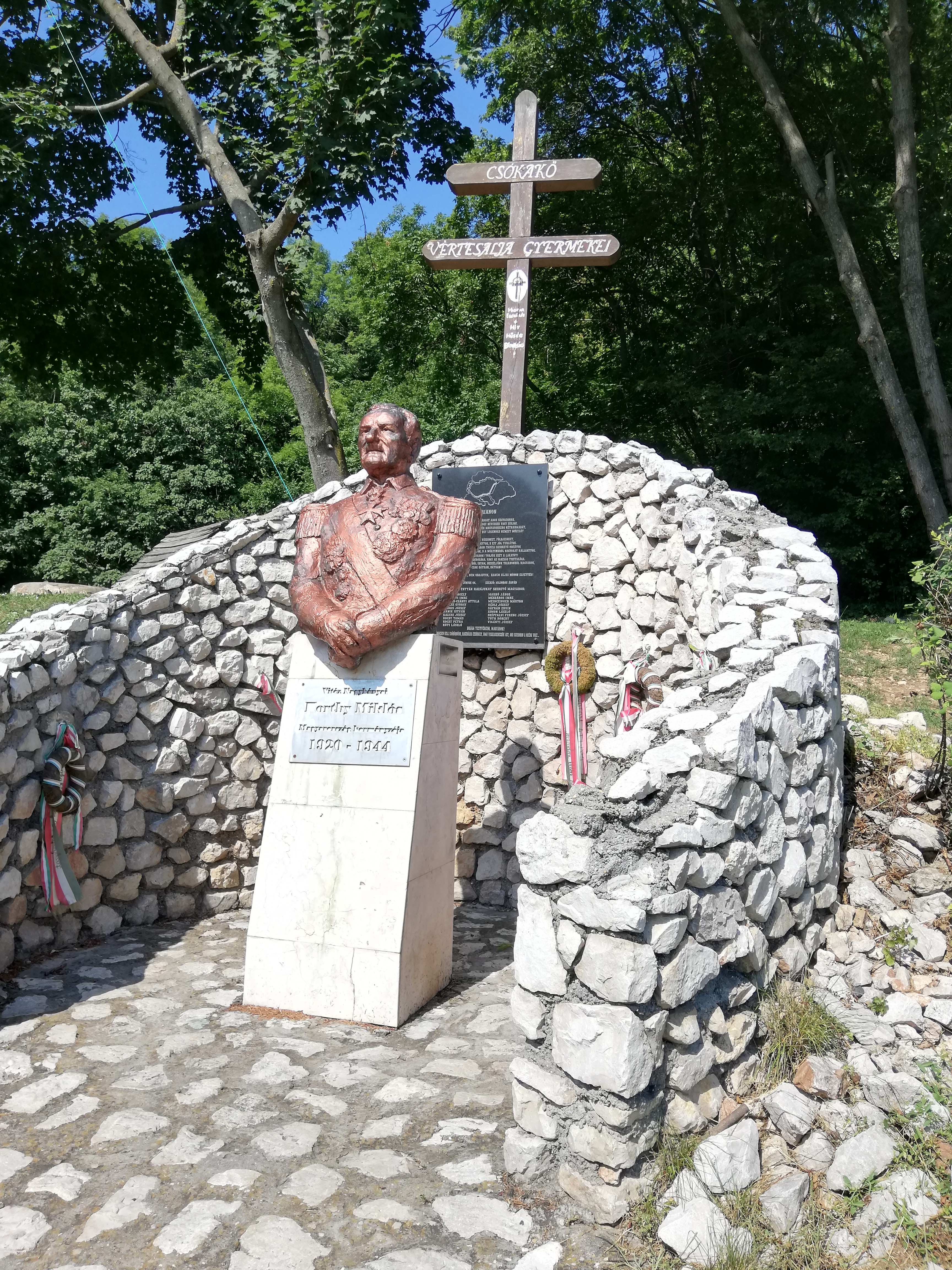
Horthy Miklós csókakői szobra
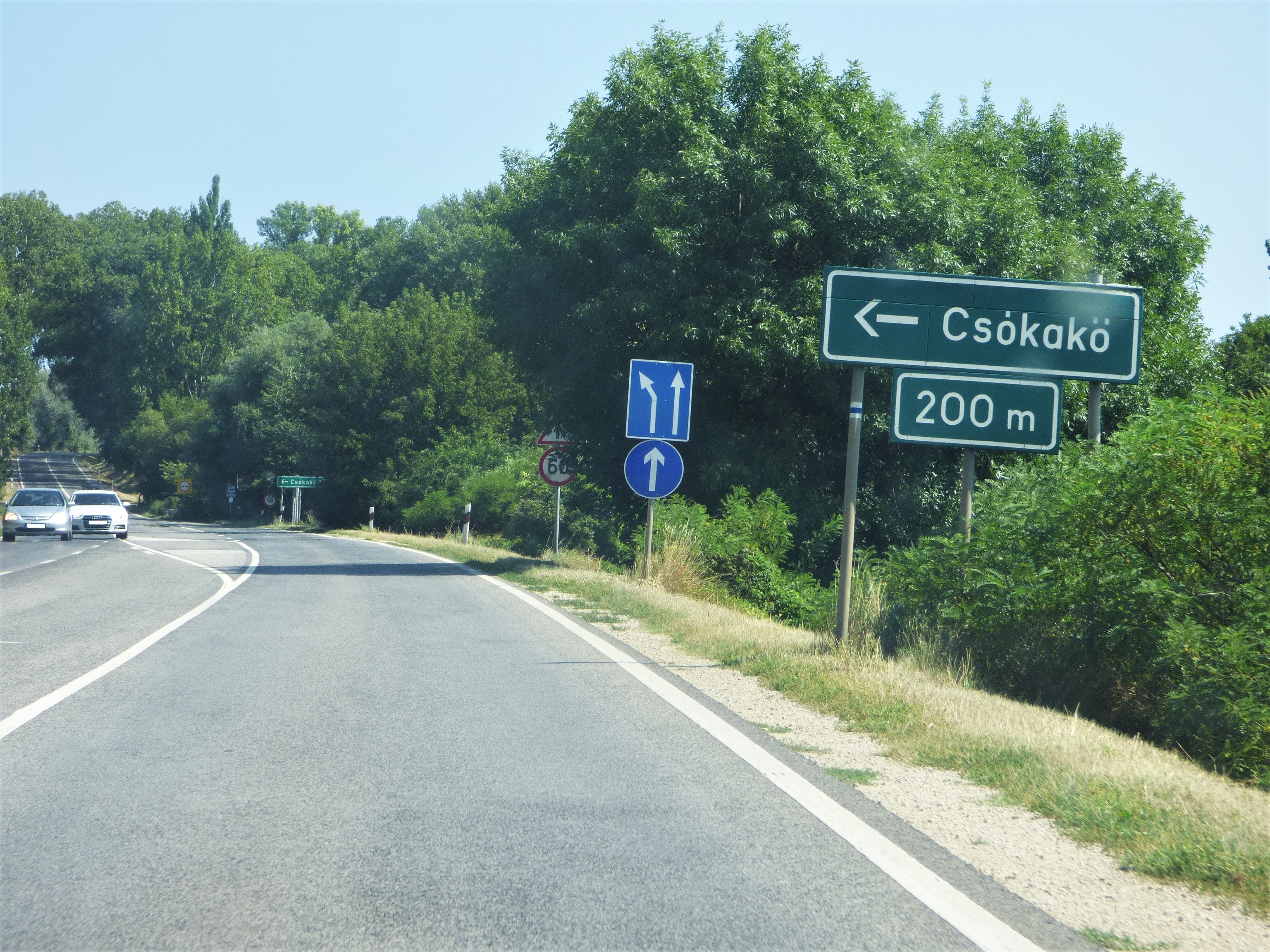
A 81-es főút csókakői elágazásának előjelző táblája Győr felől